# Хлус, Виктор Иванович
Виктор Иванович Хлус (род. 12 февраля 1958 года, Новгород-Северский, Черниговская область) — советский и украинский футболист, нападающий, трёхкратный чемпион СССР (1980, 1981 и 1985 года) и обладатель кубка СССР (1982, 1985) в составе киевского «Динамо».
Мастер спорта СССР.

## Биография
Рос без отца вместе с глухонемой матерью Валентиной Пантелеевной Хлус. Мать перебивалась случайными заработками. По мере сил Хлусам помогали её брат и сестра. После смерти бабушки Хлус фактически стал беспризорником. После завершения учёбы в интернате его забрала к себе сестра матери в город Черновцы для поступления в железнодорожный техникум (ныне Черновицкий транспортный колледж). Учась в техникуме, выступал на всех спортивных соревнованиях: бегал, ходил на лыжах, плавал, играл в баскетбол, настольный теннис и футбол. Однажды во время легкоатлетического турнира попросился поиграть с ребятами из местной «Буковины» в футбол. Наставник команды Михаил Мельник пригласил Хлуса на тренировку. Через два месяца был выбран капитаном команды. Играл на позиции форварда. В первом круге дебютного сезона за «Буковину» забил 12 мячей.
После завершения техникума Хлус по направлению попал в Киев и был направлен в Фастовский железнодорожный узел, при котором существовала футбольная команда. Сезон отыграл в классе «Б» за «Рефрижератор» (Фастов), потом был забран обратно в «Буковину».
Спустя некоторое время был вызван на просмотр в «Динамо» (Киев), куда приехали два десятка игроков из различных команд. Среди них — Вадим Евтушенко, Олег Серебрянский, Сергей Журавлёв, Иван Шарий, Александр Сопко. Благодаря опытным футболистам, Хлус быстро освоился в команде. Шефство над ним взял Юрий Роменский, также наставляли его Анатолий Коньков и Виктор Колотов. В играх за дубль, а потом и за основной состав, проявлял себя как отличный командный игрок, однако иногда увлекался индивидуальной игрой. Тем не менее, Валерий Лобановский призывал партнеров чаще играть на Виктора Хлуса.
С приходом в «Динамо» Игоря Беланова акцент в игре переместился на него и Хлус стал реже играть за основной состав «Динамо». Также сказалось и слабое здоровье: организм не выдерживал запредельных нагрузок, игрока преследовали постоянные травмы, в особенности разрывы ахилла. Вскоре ему предложили переехать в Одессу и выступать за «Черноморец», где он провёл один сезон.
В 1987 году по приглашению Михаила Фоменко перешёл в «Гурию» (Ланчхути), где провёл два сезона.
В 1989 году уехал играть в Швецию. В первом сезоне в составе ГАИСа стал бронзовым призёром чемпионата. Хлуса болельщики признали лучшим игроком чемпионата и вручили специальный приз — огромную вазу с цветами.
Потом выступал за клубы «Эльфсборг» Бурос (1991—1993), «Елливаре» (1994), «Йонсередс» Гётеборг.
В конце 1990-х вернулся в Украину. Работал директором детско-юношеской футбольной школы киевских ЦСКА и «Арсенала». В сезоне-2003/2004 возглавлял «Арсенал-2» (Киев). В 2004—2005 — президент ФК «Княжа» Счастливое, затем — вице-президент «Борисфена».
Проживает в городе Киеве. Жена — гимнастка, олимпийская чемпионка московской олимпиады 1980 года, неоднократная чемпионка и обладательница Кубка мира по спортивной гимнастике одесситка Стелла Захарова. Сын Олег, дочь Кристина.
Вице-президент Федерации футбола Киева, возглавляет ассоциацию ветеранов футбола Украины.

## Достижения
- Чемпион СССР: 1980, 1981, 1985.
- Серебряный призер СССР: 1982.
- Обладатель кубка СССР: 1982, 1985.
- Бронзовый призёр чемпионата Швеции: 1989.